# Стара црква у Белој Паланци
Стара црква у Белој Паланци или Граобљанска црква, једна је од две цркаве у овом граду. које су у саставу прве белопачаначке парохије, Архијерејског намесништва белопаланачког Епархије нишке. Налази се на старом белопаланачком гробљу, а изграђена је највероватније у 19. веку, на месту старијег објекта, и посвећена је Вазнесењу Господњем. 

## Положај
Стара црква се налази се на благој падини, сакривена у шумарку, на периферији Беле Паланке, у општини Бела Паланка у Нишком управном округу
Географски положај
- Северна гографска ширина: 43° 13′ 04"
- Источна географска дужина: 21° 18′ 24"
- Надморска висина: 394 m

## Историја
Стару Цркву у Белој Паланци, као једину у том граду, највероватније насталу пре 19. века, белопаланчани су користили пре изградње данашње главне цркве у центру Беле Паланке.
Цркву су, на старом белопаланачком гробљу, изградили становници четрдесет српских кућа уз већ постојећу цркву, из ранијег периода, о чијем пореклу не постоје материјални докази, осим оног о године њене доградње – око 1835.
Многи историчари у Белој Паланци почетак рада школе, а тиме и школства у Белој Паланци везују са подизањем цркве на старом гробљу.
У Старој Цркви у Белој Паланци верска служба вршена је све док се због дотрајалости није порушила. Тада је њену улогу преузела Црква у центру Беле Паланке.

## Изглед
Црква је једноставна једнобродна грађевина правоугоне основе са полукружном апсидом. Рустичног је стила са кровом на две воде покривеним ћерамидом и зидовима од грубо притесаног камена. Испред олтарског дела и наоса цркве била је својевремено подигнута савремена верзија припрате, али је временом и она порушена.

## Обнова
У првим деценијама 21. века доста је учињено на обнављању Цркве. Обновљени су темељи и сазидани зидови, а Црква је стављена под кров. У наставку обнове и рестаурације предстоји сређивање унутрашњости цркве и порте око ње.